# Square Gustave-Mesureur
Le square Gustave-Mesureur est un square du 13e arrondissement de Paris, dans le quartier de la Salpêtrière.

## Situation et accès
Il est accessible par le 105, rue Jeanne-d'Arc et par la place Pinel.
Il est desservi par la ligne 6 à la station Nationale.

## Origine du nom
Il rend hommage à Gustave Mesureur (1847-1925), un homme politique français qui fut ministre du Commerce, de l'Industrie, des Postes et Télécommunications de 1895 à 1896 sous le gouvernement Léon Bourgeois.

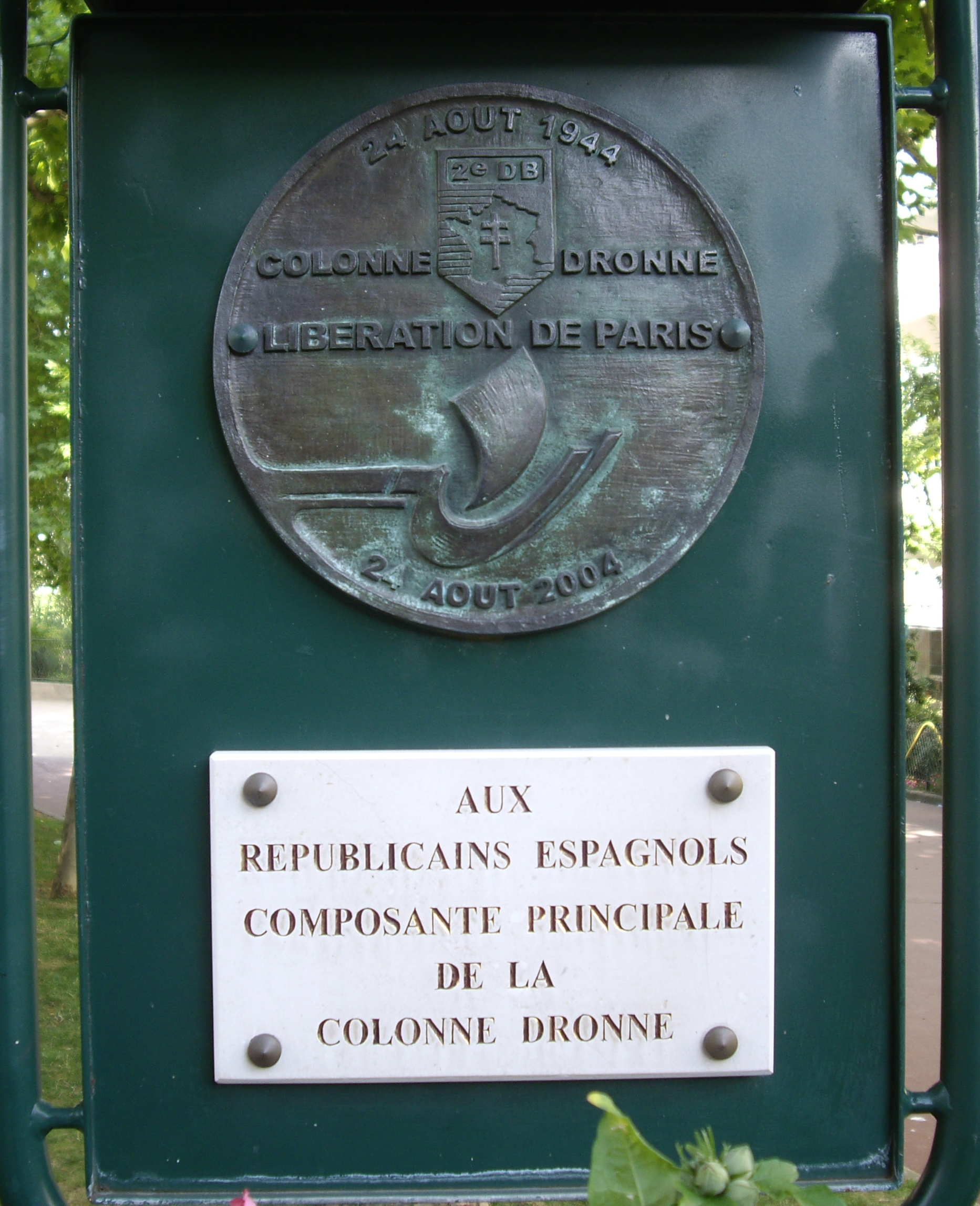
Hommage à La Nueve.

## Historique
Le square est ouvert en 1982.